# La Tinaja, Santa Cruz de Juventino Rosas
La Tinaja är en ort i Mexiko.   Den ligger i kommunen Santa Cruz de Juventino Rosas och delstaten Guanajuato, i den centrala delen av landet, 240 km nordväst om huvudstaden Mexico City. La Tinaja ligger 2 003 meter över havet och antalet invånare är 331.
Terrängen runt La Tinaja är kuperad åt nordväst, men åt sydost är den platt. Runt La Tinaja är det ganska tätbefolkat, med 160 invånare per kvadratkilometer. Närmaste större samhälle är Santa Cruz de Juventino Rosas, 8,3 km sydost om La Tinaja. Trakten runt La Tinaja består till största delen av jordbruksmark.